# Bractwo Magów
Bractwo Magów (ang. The Magic Order) – amerykańska seria komiksowa autorstwa scenarzysty Marka Millara i rysownika Oliviera Coipela, wydawana od czerwca 2018 przez Image Comics. Dotychczas powstało sześć zeszytów składających się na pierwszy cykl i wydawanych najpierw w formie miesięcznika, a następnie zebranych w jednym tomie. Po polsku serię publikuje Mucha Comics od 2020.

## Fabuła
Bractwo Magów to grupa pięciu rodzin czarodziejów. Istnieje ono od tysięcy lat. Za dnia członkowie bractwa żyją wśród zwykłych ludzi jako sceniczni magicy, a nocą łączą siły, aby chronić świat przed nadprzyrodzonymi mocami. Jedną z pięciu rodzin są Moonstone'owie. Mieszkają w zamku Moonstone, który znajduje się w starym obrazie olejnym na drugim piętrze Art Institute w Chicago. Zamek został ukryty w dziele po naruszeniu jego bezpieczeństwa w 1864. Tylko zaproszone osoby mogą wejść do domu przez obraz.
Morderstwo jednego z magów, Eddiego Lisowskiego, to znak dla członków bractwa, że ktoś z wewnątrz czyha ich życie. Leonard i Regan Moonstone'owie dobrze znali Eddiego i podejrzewają o zbrodnię Madame Albany i jej klan. Postanawiają wyrównać porachunki.

## Tomy zbiorcze
| Tom | Tytuł i rok wydania polskiego | Tytuł i rok wydania oryginalnego | Zawartość            |
| --- | ----------------------------- | -------------------------------- | -------------------- |
| 1   | Bractwo Magów (2019)          | The Magic Order Vol. 1 (2019)    | The Magic Order #1–6 |
| 2   | w przygotowanu                | w przygotowanu                   | w przygotowaniu      |

## Adaptacja telewizyjna
W 2019 platforma internetowa Netflix zapowiedziała produkcję serialu na podstawie Bractwa Magów.